# Ларингальная теория
Ларинга́льная тео́рия — теория в индоевропеистике, постулирующая, что в праиндоевропейском языке существовало несколько согласных звуков, условно называемых «ларингальными». В реконструируемых праформах эти звуки обычно обозначаются как *h1, *h2, *h3, или *H1, *H2, *H3, или *ǝ1, *ǝ2, *ǝ3.

## Открытие

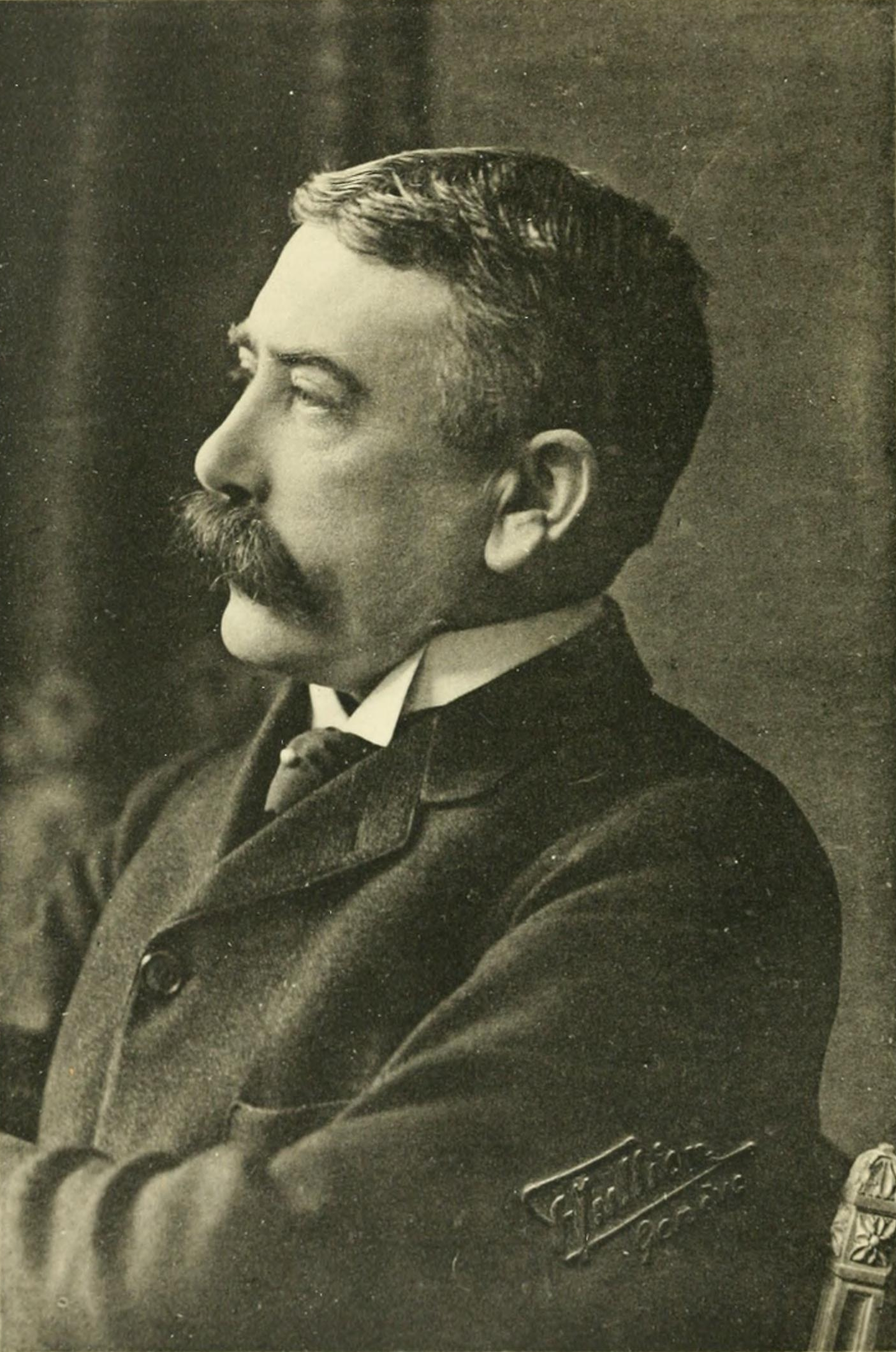
Фердинанд де Соссюр

Ларингальная теория была выдвинута в 1879 году Ф. де Соссюром, который предположил для праиндоевропейского языка существование двух особых фонем, «сонантических коэффициентов», обозначенных им знаками A и O. Эти «коэффициенты», исчезнув, удлиняли соседний гласный: все долгие гласные и слоговые сонанты индоевропейского праязыка, таким образом, восходят к сочетанию краткого гласного или слогового сонанта с «сонантическим коэффициентом». Кроме того, A и O могли выступать и в слогообразующей функции, оказавшись между согласными.
В 1880 году датчанин Г. Мёллер ввёл третий «коэффициент» E, который на нулевой ступени выступал как *e, а на полной ступени удлинял *e. Кроме того, Мёллер высказал мысль, что «коэффициенты» на самом деле представляют собой согласные ларингальные звуки, как в семитских языках. Собственно, название «ларингалы» было введено в 1911 г. Г. Мёллером по аналогии со звуками семитских языков. Однако стоит заметить, что эти звуки представляют собой не ларингалы, а фарингалы.
В 1912 году А. Кюни доказал, что «сонантические коэффициенты» должны были быть согласными.
В 1927 году Е. Курилович связал «сонантические коэффициенты» де Соссюра с фонемой ḫ хеттского языка, чьё родство с индоевропейскими языками было установлено незадолго до того. Курилович предположил для праиндоевропейского существование трёх таких фонем, обозначенных им ə1, ə2, ə3 (позже был добавлен ə4), где ə1 — звук, придающий соседнему гласному e-окрашенность, не сохранившийся в хеттском; ə2 и ə3 — звуки, придающие соседнему гласному а- и о-окрашенность, совпавшие в хеттском ḫ. Для объяснения тех случаев, когда [а] других индоевропейских языков соответствовало хеттскому [а], а не [ḫa], Курилович постулировал ə4 — звук, изменяющий соседний гласный в a, но исчезнувший в хеттском.
В дальнейшем ларингальная теория породила немало спекуляций. Так, разными учёными восстанавливается от одного «ларингального» (О. Семереньи) до десяти (А. Мартине), самых разнообразных по качеству.

## Качество ларингалов
|                       | h1 | h2 | h3    | h4 |
| --------------------- | -- | -- | ----- | -- |
| Э. Стёртевант         | ʔ  | x  | ɣ     | h  |
| Э. Сепир (1938)       | ʔ  | x  | ɣ     | ʔ. |
| Н. Д. Андреев (1957)  | x’ | x  | xʷ    |    |
| В. И. Георгиев (1975) | ʔ  | h  | ʕ     |    |
| М. Мейер-Брюггер      | h  | χ  | ɣ, ɣʷ |    |
| Р. Бекес              | ʔ  | ʕ  | ʕʷ    |    |
| Б. Фортсон            | ʔ  | ħ  | ʢ     |    |
| Д. Адамс              | ʔ  | χ  | xʷ    | x  |
| М. Капович            | ʔ  | x  | xʷ    | ɣʷ |
| Я. Бичовский          | h  | x  | χ     |    |
| Гамкрелидзе-Иванов    | ħʲ | ħ  | ħʷ    |    |

## Последствия для индоевропеистики
Для индоевропеистики возникновение ларингальной теории имело следующие последствия: 
- возникло предположение, что *a не было фонемой;
- от реконструкции глухих придыхательных (*ph, *th, *kh) отказались, заменив их сочетанием глухих и ларингалов (*pH, *tH, *kH);
- на месте долгих гласных стали реконструировать сочетания краткого гласного с ларингалом;
- корни, начинающиеся на гласную, стали реконструировать как начинающиеся на ларингал, вследствие чего реконструкция большинства праиндоевропейских корней приобрела вид *CeC[18]

## Отражение ларингалов в различных индоевропейских языках

### Хеттский язык
Сам по себе хеттский язык свидетельствует о существовании, как минимум, двух «ларингалов». Один из них зафиксирован в письменности, и, скорее всего, представляет собой заднеязычный спирант [x] (ḫ в транскрипции). Второй на момент появления у хеттов письменности уже исчез, но по косвенным данным можно догадаться о его существовании: в окончании 2-го лица презенса некоторых глаголов -ti (например, sakti «знаешь») звук [t] не подвергся ассибиляции, в отличие от 3-го лица презенса -zi (< *-ti, например, kwenzi «бьёт») именно по той причине, что на момент действия закона ассибиляции *ti > zi в этом окончании после [t] шёл ларингал — *-tHi (Ср. с этим окончания второго лица перфекта в санскрите: -tha и в греческом: -θα). Имеющееся же в хеттской письменности различие между -ḫ- и -ḫḫ- Иванов трактует как различие между аллофонами: после e встречается -ḫ-, а после a и u -ḫḫ-. Также возможно сохранение первого ларингала, так как в начале слов, где в праиндоевропейском реконструирован h1, пишется дополнительная гласная. Примеры: ú-uk[ʔuk](от ПИЕ *h¹eǵ), e-es-zi[ʔest͡si](от ПИЕ *h¹esti).

### Древнегреческий язык
Слоговые варианты ларингалов отразились в греческом как ε (*h1), α (*h2), ο (*h3): *dʰh1tos > θετός «установленный», *sth2tos > στατός «стоячий», *dh3tos > δοτός «данный». Исторический процесс превращения ларингалов в гласные называется вокализацией ларингалов.
Пусть C — согласный, V — гласный, H — ларингал, R — сонорант. Сочетания с ларингалами преобразовались следующим образом.
- В начале слова и между согласными h₁>/e/, h₂>/a/, h₃>/o/
- В сочетании CRHC ларингалы дали те же гласные, но долгие
  - CiHC превращалось соответственно в CyēC, CyāC, CyōC с последующей палатализацией первой согласной, но в отдельных случаях обнаруживается CiHC > CīC или Cih₂C > CiaC без удлинения
- CeHC > CēC/CāC/CōC соответственно
- CoHC > CōC
- В сочетаниях CHV, CHR̥C, VHV ларингал исчезает, но окрашивает последующий краткий /e/

### Индоиранские языки
Слоговые варианты ларингалов отразились в ведийском санскрите как i: *dʰh1tos > hitáḥ, *sth2tos > sthitáḥ.
В санскрите и авестийском следы ларингалов можно найти благодаря метрике. Так, в ведических гимнах двусложное слово vāta- «ветер» трактуется как трёхсложное, что отражает трёхсложность его праформы — *h2weh1ṇt-.

### Праиталийский язык
- Сочетания ларингалов с e превратились в гласные:

- - *h₁e > *e, *h₂e > *a, *h₃e > *o
  - *eh₁ > *ē, *eh₂ > *ā, *eh₃ > *ō

- *H > *a между шумными согласными

- Ларингал утрачивается в начале слова перед согласной

- #HRC > #aRC , CHRC > CaRC, но #HRV > #RV
- CRHC > CRāC, но CRHV > CaRV
- CiHC и, вероятно, CHiC дали > CīC

(H — ларингал, R — сонорант, C — консонорант)

## Данные заимствований
По мнению С. А. Старостина, прасевернокавказские заимствования в праиндоевропейском говорят об отсутствии ларингальных и фарингальных фонем в праиндоевропейском.